# 趙宝溝文化
趙宝溝文化（ちょうほうこうぶんか、拼音: Zhàobǎogōu wénhuà、Zhaobaogou culture）は、紀元前5400年から紀元前4500年頃に中国の北方で栄えた新石器時代の文化。遼河文明のひとつ。主に、内モンゴル自治区から河北省北部の灤河流域、およびシラムレン川とラオハ川沿いの地域（遼河上流域）で発見されている。標式遺跡である趙宝溝遺跡は、内モンゴル自治区赤峰市敖漢旗で1986年に発掘された。広さはおよそ9万平方メートルである。
この文化は、興隆窪文化・新楽文化といった中国東北部の遼河流域文化に引き続いて現れた。狩猟・採集・漁労のほか、農耕も行ったとみられる。この文化の末期に、大きな祭祀遺跡を築いた紅山文化が出現した。
この文化の遺跡からは石鋤や石包丁などといった磨製石器や打製石器のほか、幾何学模様やシカ、イノシシといった動物の模様の刻まれた陶器が出土する。また石や土で作った人型も出ている。